# Sandata
Sandata (en rus: Сандата) és un poble de l'óblast de Rostov, a Rússia, que en el cens del 2010 tenia 3.658 habitants, és el centre administratiu del districte homònim.